# Divizia 7 Infanterie (1916-1918)
Divizia 7 Infanterie a fost una din marile unități permanente ale Armatei României, care a participat la acțiunile militare pe frontul românesc, pe toată perioada războiului, între 27 august 1916 - 11 noiembrie 1918. 

## Ordinea de bătaie la mobilizare

### Campania anului 1916
La declararea mobilizării, la 27 august 1916, Divizia 7 Infanterie a făcut parte din compunerea de luptă Armatei de Nord, alături de Divizia 8 Infanterie, Divizia 14 Infanterie și Divizia 2 Cavalerie. Armata de Nord era comandată de generalul de divizie Constantin Prezan.
Ordinea de bătaie a diviziei era următoarea:

- Divizia 7 Infanterie

- Regimentul 3 Vânători
- Brigada 13 Infanterie

- Regimentul Războieni No. 15
- Regimentul Bacău No. 27

- Brigada 14 Infanterie

- Regimentul Roman No. 14
- Regimentul Suceava No. 16

- Brigada 37 Infanterie

- Regimentul 69 Infanterie
- Regimentul 77 Infanterie

- Brigada 7 Artilerie

- Regimentul 4 Artilerie
- Regimentul 8 Artilerie

## Reorganizări pe perioada războiului
În prima jumătate a anului 1917, Divizia 7 Infanterie s-a reorganizat pe front, în sectorul ocupat de Armata 2. Divizia 7 Infanterie a fost inclusă în compunerea de luptă a Corpului IV Armată, alături de Divizia 6 Infanterie și Divizia 8 Infanterie. Corpul IV Armată era comandat de generalul de divizie Gheorghe Văleanu, eșalonul ierarhic superior fiind Armata 2, comandată de generalul de corp de armată Alexandru Averescu.
Ordinea de bătaie a diviziei era următoarea:

- Divizia 7 Infanterie

- Regimentul 4 Vânători
- Brigada 13 Infanterie

- Regimentul 15 Infanterie
- Regimentul 27 Infanterie

- Brigada 14 Infanterie

- Regimentul 14 Infanterie
- Regimentul 16 Infanterie

- Brigada 7 Artilerie

- Regimentul 7 Artilerie
- Regimentul 8 Obuziere

- Compania divizionară de mitraliere
- Divizionul de cavalerie
- Batalionul 7 Pionieri

## Comandanți

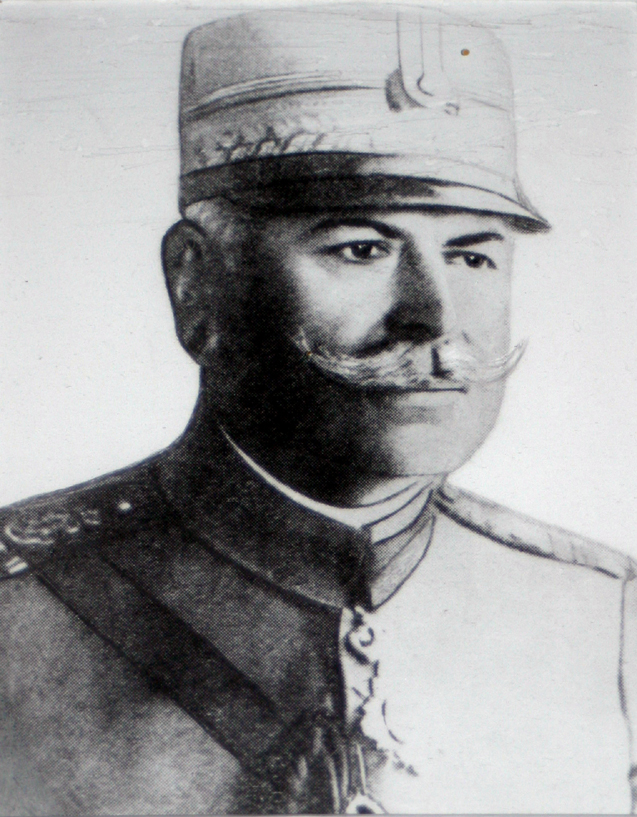
Generalul Ioan Istrate

Pe perioada desfășurării Primului Război Mondial, Divizia 7 Infanterie a avut următorii comandanți:	
• General de brigadă Ioan Istrate 
• Colonel Aristide Lecca
• Colonel Grigore Bunescu
• Colonel Nicolae Rujinschi
• General de brigadă Constantin Scărișoreanu
• General de brigadă Traian Moșoiu
• General de brigadă Constantin Neculcea